# 松本倭文雄
松本 倭文雄（まつもと しずお、1882年2月9日 - 没年不詳）は、大日本帝国陸軍の軍人。最終階級は陸軍法務中将。福岡県出身。

## 略歴
- 1902年 - 福岡県立中学修猷館卒業[1]
- 1905年7月 - 第七高等学校造士館法科卒業[2]
- 1910年7月 - 東京帝国大学法科大学法律学科（独法）卒業[3]
- 1922年4月1日 - 陸軍法務官[4]
  - 12月15日 - 台湾軍軍法会議法務官[4]
- 1926年4月5日 - 第12師団軍法会議法務官[4]
- 1931年12月26日 - 高等軍法会議法務官[4]
- 1940年3月29日 - 関東軍法務部長[5] （1945年4月20日まで）
- 1942年4月1日 - 陸軍法務少将[5]
- 1945年4月30日 - 陸軍法務中将・待命[5]
  - 5月1日 - 予備役[5]
  - 7月25日 - 勲一等瑞宝章[5]

## 栄典
勲章
- 1945年（昭和20年）7月25日  - 勲一等瑞宝章[6]

外国勲章佩用允許
- 1944年（昭和19年）3月30日 - 満州国：勲二位景雲章[7]